# ザ・パシフィック
『ザ・パシフィック』(The Pacific) は、実話を基に太平洋戦争における米海兵隊員達と日本軍の死闘を描くテレビドラマシリーズ。

## 作品概要
バンド・オブ・ブラザース制作委員会が第1海兵師団の海兵隊員達を主人公に太平洋戦争の戦いを描く、実話を基にしたテレビドラマシリーズである。脚本は元海兵隊員ユージーン・スレッジのノンフィクション作品『ペリリュー・沖縄戦記』と、同じく元海兵隊員ロバート・レッキーの回想記『南太平洋戦記―ガダルカナルからペリリューへ』に加え、議会名誉勲章受章者である海兵隊員ジョン・バジロン一等軍曹のエピソードを基にしており、物語はこの3人を中心にして描かれている。
製作にはセブン・ネットワークやプレイトーン、ドリームワークスやオーストラリア政府もかかわっており、HBOでは2010年3月14日に初放送され2010年5月16日に最終回が放送された。また、日本では2010年7月18日から9月19日までWOWOWで放送された。なお、沖縄県那覇市では日本での放送に先立ち2010年6月11日に試写会が行われた。
作品自体高い評価を受けてプライムタイム・エミー賞 作品賞 (ミニシリーズ部門)を受賞した。

## 製作費
当初予算は1億ドルであったが、最終的に総製作費は2億ドル以上となり、米国の連続テレビドラマでは過去最高の製作費であると報じられた（日本円でいえば通常は高くても100億円だが、この作品では200億円を使ったことになる）。
マレーシアン・インサイダー紙によると、総製作費は2億7千万ドルに上り、うちおよそ1億3千400万豪ドルがオーストラリア国内で使われた。豪ヘラルドサン紙は、「ザ・パシフィックはオーストラリアに4,000の雇用を生み出し、1億8千万豪ドルの経済効果があった」としている。

## サブタイトル
1. Part One "Guadalcanal/Leckie": 第1章〜ガダルカナル 前編〜
2. Part Two "Basilone": 第2章〜ガダルカナル 後編〜
3. Part Three "Melbourne": 第3章〜メルボルン〜
4. Part Four "Gloucester/Pavuvu/Banika": 第4章〜グロスター岬／パヴヴ〜
5. Part Five "Peleliu Landing": 第5章〜ペリリュー 前編〜
6. Part Six "Peleliu Airfield": 第6章〜ペリリュー 中編〜
7. Part Seven "Peleliu Hills": 第7章〜ペリリュー 後編〜
8. Part Eight "Iwo Jima": 第8章〜硫黄島〜
9. Part Nine "Okinawa": 第9章〜沖縄〜
10. Part Ten "Home": 最終章〜帰還〜

パート1と2はガダルカナル島の戦いを（1ではテナルの戦い、2ではヘンダーソン基地艦砲射撃のシーンもある）、パート3では第1海兵師団が休養と再編を行うべくオーストラリアのメルボルンに向かい、バジロンが名誉勲章を授与され戦時国債購入促進キャンペーンの為に本国に帰還するエピソードが、パート4では前半は迫撃砲の操作要員として訓練を受けるスレッジと西部ニューブリテン島の戦いが描かれたが、後半は過酷な戦場での様子と戦場で受けたストレス (PTSD) が元でレッキーが夜尿症を発症し病院に入院して退院する内容が中心になっている。パート5・6・7ではキャンペーン活動に従事するバジロンの姿とペリリューの戦いが、パート8では部隊に復帰し新兵の訓練を行うバジロンと彼らが参加した硫黄島の戦いが、パート9では沖縄戦が、パート10では日本の降伏をうけ帰郷した隊員達の様子が描かれている。

## キャスト
※括弧内は日本語吹替。階級は最終のもの。
中心人物
- ロバート・レッキー一等兵 - ジェームズ・バッジ・デール（相原嵩明）： 第1連隊
- ユージーン・スレッジ上等兵 - ジョゼフ・マゼロ（桜木信介）： 第5連隊
- ジョン・バジロン一等軍曹 - ジョン・セダ（土田大）： 第7連隊

第1連隊
- シドニー・フィリップス一等兵 - アシュトン・ホームズ（川本克彦）
- ウィルバー・“ランナー”・コンリー一等兵 - キース・ノップス（佐藤せつじ）
- ルー・“チャクラー“・ジャーゲンズ一等兵 - ジョシュ・ヘルマン（山口太郎）
- ビル・“フージャー”・スミス一等兵 - ジェイコブ・ピッツ（亀田佳明）

第5連隊
- メリエル・“スナフ”・シェルトン伍長 - ラミ・マレック（竹田雅則）
- ロムス・バーギン伍長 - マーティン・マッキョン（田中宏樹）
- ビル・ライデン一等兵 - ブレンダン・フレッチャー（川辺邦弘）
- アンドリュー・ホールデイン大尉 - スコット・ギブソン（川島得愛）
- エルモ・“ガニー”・ヘイニー一等軍曹 - ガリー・スウィート

第7連隊
- J・P・モーガン軍曹 - ジョシュア・ビトン（志村知幸）
- マヌエル・ロドリゲス軍曹 - ジョン・バーンサル（茶花健太）
- ルイス・“チェスティ”・プラー中佐 - ウィリアム・サドラー（谷口節）

その他
- リーナ・バジロン軍曹 - アニー・パリッセ（林真理花）
- チャック・テイタム一等兵 - ベン・エスラー
- ヴァージニア・グレイ - アナ・トーヴ
- スレッジ医師 - コナー・オファレル（坂部文昭）
- ヴェラ・ケリー - キャロライン・ダヴァーナス（花村さやか）
- グウェン - イザベル・ルーカス
- ナレーター - トム・ハンクス

## その他
総製作費には200億円が費やされ、エキストラを含めた総出演者数は26,000人以上に上りセリフのある登場人物だけでも138人に及ぶ。各話ごとに監督を代える、オープニングに第1海兵師団に所属していた実在の人物らによる当時を振り返えるインタビューが入っている等多くの面でバンド・オブ・ブラザーズの様式を踏襲している。出演者は軍事アドバイザーデイル・ダイの元で当時の装備を使用した9日間の軍事訓練を受けている。
砲撃を受けて片腕を失った米兵がよろめく、米兵が日本兵の死体や瀕死の日本兵から金歯を漁る（米兵の遺体損壊）、負傷して捕虜にされかけた日本兵が米兵を道連れに手榴弾で自爆する様などの残虐表現が含まれている。
ジャップ、ニップ、毛唐、ヤンキー、イエローモンキー、「ネズミども (rats)」「吊目野郎 (slant-eye)」などの蔑称もあえてそのまま使用している。
なお、9話で乳飲み子を抱えた沖縄の女性がダイナマイトを腰に巻いて日本兵に自爆攻撃を強要されている描写や日本兵が住民を盾にして海兵隊を攻撃する描写、海兵隊員が非武装の少年を射殺する描写は原作には無い演出である。 HBO公式サイトによる９話の脚本は Written by Bruce C. McKenna
第5連隊ロムス・バーギン伍長は戦後、NHKスペシャル『狂気の戦場 ペリリュー 〜"忘れられた島"の記録〜』（2014年8月13日放送）に出演、ペリリュー島での凄惨な戦闘について証言している。

## 原作日本語訳
- ヒュー・アンブローズ（英語版）.『ザ・パシフィック 上』, ACクリエイト/AC Books. 2010年8月. ISBN 978-4-90-424920-8 (ISBN 4-90-424920-8)
- ヒュー・アンブローズ.『ザ・パシフィック 下』, ACクリエイト/AC Books. 2010年9月. ISBN 978-4-90-424921-5 (ISBN 4-90-424921-6)
- ロバート・レッキー.『南太平洋戦記 - ガダルカナルからペリリューヘ（英語版）』, 中央公論新社. 2014年8月. ISBN 978-4-12-004639-1 (ISBN 4-12-004639-7)
- ユージーン・スレッジ.『ペリリュー・沖縄戦記』, 講談社学術文庫. 2008年8月. ISBN 978-4-06-159885-0 (ISBN 4-06-159885-6)